# Модла-Крулевська
Модла-Крулевська (пол. Modła Królewska) — село в Польщі, у гміні Старе Място Конінського повіту Великопольського воєводства.
Населення — 718 осіб (2011).
У 1975-1998 роках село належало до Конінського воєводства.

## Демографія
Демографічна структура станом на 31 березня 2011 року:
|          | Загалом | Допрацездатний вік | Працездатний вік | Постпрацездатний вік |
| -------- | ------- | ------------------ | ---------------- | -------------------- |
| Чоловіки | 363     | 84                 | 251              | 28                   |
| Жінки    | 355     | 73                 | 206              | 76                   |
| Разом    | 718     | 157                | 457              | 104                  |